# Informação 4
Informação 4 foi um telejornal da TVI, sendo o principal bloco informativo do dia do canal. Estreou a 20 de Fevereiro de 1993 às 19h30, cerca de meia hora depois do início da emissões da TVI (na altura chamada a 4), com apresentação de Clara de Sousa. João Nuno Oliveira, Paula Magalhães foram dois dos muitos apresentadores deste espaço informativo.
Terminou em setembro de 1994, dando lugar ao Novo Jornal, este jornal com apresentação de Artur Albarran.